# Margarites groenlandicus
Margarites groenlandicus, common name the Greenland margarite or wavy top shell, là một loài ốc biển, là động vật thân mềm chân bụng sống ở biển thuộc họ Margaritidae, họ ốc xà cừ.
There are two subspecies: 
- Margarites groenlandicus groenlandicus (Gmelin, 1791)
- Margarites groenlandicus umbilicalis Broderip & Sowerby, 1829 (synonym: Margarites umbilicalis Broderip & Sowerby, 1829)

## Miêu tả
The wavy top shell is thin-shelled and rather small with a maximum length of 1.9 cm (¾ inch) and a compressed spire. The color of the glossy shell is cream to brown. It contains 4-5 whorls, with the body whorl the largest. The sutures are wavy. The shell is smooth or with about 12 smooth spiral ridges. The broad umbilicus is funnel-shaped. The nacreous aperture is oval with the long axis inclined to the left. It is also prosocline, i.e. with the growth lines leaning forward (adapically) with respect to the direction of the cone. The outer lip is thin. The sexes are separate but seldom differ externally. They are at the same time hermaphrodites but self-fertilization is prevented by anatomical mechanisms. The species is a suspension or deposit feeder.

## Phân bố và môi trường sống
Loài này phân bố across the Northern Atlantic Ocean, Greenland, miền tây bờ biển của Norway, rarely along the British coast, the Gulf of Maine to Massachusetts Bay. It can be found from near the seashore to the bathyal zone.